# Навроцкий, Александр Александрович (1823—1892)
Александр Александрович Навроцкий (укр. Олександр Олександрович Навроцький; 1823—1892) — украинский поэт, писатель

 и переводчик.

## Биография
Родился 28 июля (9 августа) 1823 года в селе Антиповка Золотоношского уезда Полтавской губернии; происходил из дворянской семьи Навроцких. Образование получил в Золотоношском уездном училище, Полтавской мужской гимназии и на философском факультете Киевском университете, в котором окончил курс в 1847 году.
Будучи двоюродным братом Н. И. Гулака, Навроцкий одно время жил у него на квартире и здесь-то познакомился и сошелся со многими из членов украйно-славянского общества (Кирилло-мефодиевского братства), — Костомаровым, Кулишем, Марковичем и другими, которые даже имели печатали свои идеи в прессе: «Известия Кирилло-Мефодиевского братства за 1880—1884 гг.». Эти связи имели для него роковое значение. Тотчас по окончании курса в университете, он в апреле 1847 года, одновременно с Шевченко, Костомаровым, Кулишем и другими, был арестован, отправлен в Санкт-Петербург и заключен под стражу. На допросах он решительно отвергал все возводимые на него обвинения, признавая себя виновным лишь в том, что читал стихотворение Шевченко «Сон». Во всеподданнейшем докладе графа А. Ф. Орлова о Навроцком по окончании следствия было сказано: «действительного студента 12-го класса Навроцкого, виновного не столько по сближению с украйно-славянистами, сколько по упорству в несознании, выдержать шесть месяцев на гауптвахте и потом определить на службу в одну из отдаленных великороссийских губерний, с учреждением над ним строгого надзора». Император Николай І на этом месте доклада написал: «в Вятку», куда в июне того же года Навроцкий и был отправлен и  провел 6 месяцев в тюрьме.
Посещение сенатора Моисея Гордеевича Плисова, ревизовавшего тогда Вятскую губернию, а отчасти и болезнь А. Навроцкого, облегчили его положение; в конце же 1847 года он получил свободу. Не имея, однако, возможности вернуться на родную Украину или жить в столице Санкт-Петербурге, он решил остаться пока в Вятской губернии, тем более, что при содействии местного губернатора ему удалось получить место в штате елабужского земского суда, куда он поступил 16 февраля 1848 года.
В начале 1850 года он перевёлся на службу в Курскую губернию и состоял сначала канцелярским чиновником в губернской строительной и дорожной комиссии, 2 июня того же года был назначен смотрителем губернской типографии. Когда в 1853 году истек срок полицейского надзора, Навроцкий получил возможность перейти на службу в Петербург. Пять лет спустя Навроцкий стал хлопотать о переводе его на службу в Закавказский край, и 17 марта 1858 года был назначен помощником чиновника для производства гражданских дел при командующим войсками у управляющим гражданской частью в Прикаспийском крае. По преобразовании Прикаспийского края в Дагестанскую область, Навроцкий состоял с июня 1860 года чиновником особых поручений при дагестанском губернаторе, затем около года исправлял должность помощника правителя канцелярии начальника Дагестанской области; 22-го апреля 1870 года был назначен советником губернского правления в Эривани. Последнюю должность он занимал до выхода в отставку, т. е. до 29 июля 1884 года. Выйдя в отставку, Александр Александрович Навроцкий поселился сначала в Новочеркасске, но уж в следующем году переехал в Николаев Херсонской губернии, откуда в 1889 году перебрался в Темир-Хан-Шуру, где и жил до самой своей смерти, последовавшей 10 (22) октября 1892 года.
Обладая поэтическим дарованием, А. А. Навроцкий рано начал писать стихи, но из первых его произведений не сохранилось ничего, из дальнейших же большинство не было напечатано при жизни автора. Из изданных произведений можно назвать изданные в 1861 году в «Основе» два стихотворения его на смерть Т. Г. Шевченко (№ 6) и стихотворение «Остання воля» (№ 8), и, кроме того, несколько стихотворений были доставлены им H. И. Петрову; последний некоторые из них (песню из Гейне, «Зори», «Доля», «Пронеслыся тыхи витры») напечатал полностью в своих «Очерках истории украинской литературы 19-го столетия»; в этом же труде Петров поместил в отрывках и некоторые другие стихотворения Александра Навроцкого.
Далее, ряд его стихотворений напечатан в «Киевской старине» 1902 года. Кроме оригинальных произведений, после А. А. Навроцкого осталось много переводов и переложений, как например: «Гомерова Одиссея» (полный перевод на малорусское наречие (по французскому тексту) — 24 песни и в начале каждой краткое содержание, «Гомерова Илияда» (полный перевод, 24 песни), «Евангелына» (переложение из Лонгфелло), «Небо и земля» (мистерия Байрона), «Каин» (мистерия Байрона) «Манфред» (драматическая поэма Байрона), «Парызына» (поэма Байрона), поэмы Оссиана: «Комала», «Кат-Лода» и др. По словам украинского литературоведа Н. Ф. Сумцова «в стихотворениях Навроцкого обнаруживается живое сочувствие простому народу».
Кроме того, А. Навроцкому принадлежат переводы поэмы Мицкевича «Конрад Валленрод», комедия в 1 действии Ф. де Бонвиля «Сократ и его жинка», более 100 псалмов Давыда — «Кныга псальмив пророка Давыда», поэмы Пушкина «Полтава», «Моцарт и Сальери», «Писня писень» Соломона.
Наконец, после Навроцкого осталось множество мелких стихотворений и переводов из Пушкина, Лермонтова, графа A. Толстого, Шелли, Гейне, Гёте, Мильтона, Мицкевича, Лессинга, Шиллера, а также переводы некоторых глав из книг пророков: Моисея, Аввакума, Наума, Софонии, Аггея, Исайи и других; им же переведено несколько глав из Святого Евангелия.
В его честь были названы улицы в Полтаве и в родном селе Навроцкого.